# Pernille Skipper

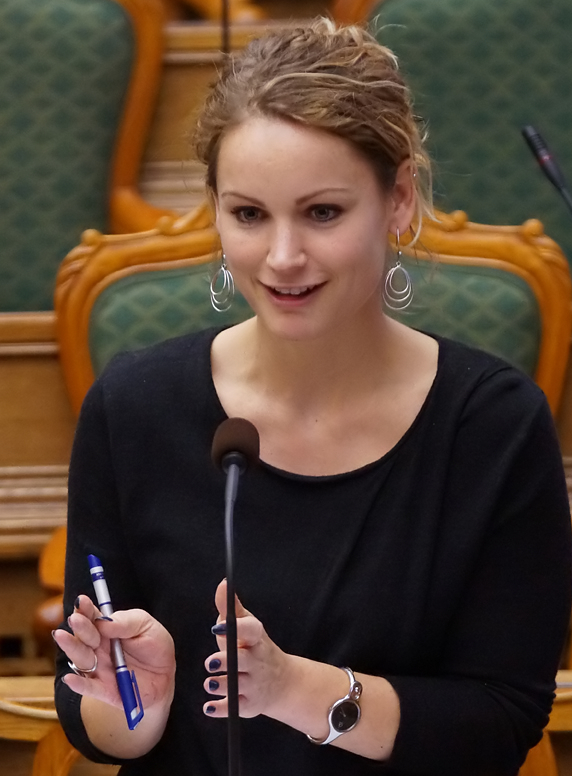
Pernille Skipper (2012)

Pernille Skipper (* 10. Juli 1984 in Aalborg) ist eine dänische Politikerin. Sie ist seit 15. September 2011 Abgeordnete des dänischen Parlaments Folketinget für den Wahlkreis Fyn. Ab Mai 2016 war sie Sprecherin der Partei Enhedslisten (EL) und übergab dieses Amt am 10. Februar 2021 an ihre Nachfolgerin Mai Villadsen. Der Wechsel war auf Grund des Rotationsprinzipes der Partei nötig geworden, das Skipper nach der laufenden Legislaturperiode eine erneute Kandidatur bei der kommenden Parlamentswahl verbietet.

## Beruflicher Werdegang
2011 schloss Pernille Skipper ihr Jusstudium an der Universität Kopenhagen ab. Während ihrer Studienzeit war sie von 2006 bis 2007 stellvertretende Vorsitzende des Studenterråd an der Universität Kopenhagen und von 2006 bis 2008 stellvertretende Vorsitzende im bildungspolitischen Gremium Uddannelsesstrategisk Råd.
Von 2009 bis 2014 war sie Mitglied im Parteivorstand der Enhedslisten und ist seit 2011 stellvertretende Vorsitzende der gleichnamigen Fraktion der EL.
Pernille Skipper ist in ihrer Partei Sprecherin für u. a. Forschung, Sozialpolitik und Justiz. Im Parlament ist sie u. a. Mitglied im Ausschuss für Gleichstellung (Ligestillingsudvalget) und im Ausschuss für Verfassungsschutz (Udvalget vedrørende Efterretningstjensterne).
Am 10. Dezember 2013 sprach Pernille Skipper dem damaligen Justizminister Morten Bødskov das Misstrauen aus, nachdem er eingestand, bei der Beantwortung einer parlamentarischen Anfrage des Ausschusses für Verfassungsschutz unvollständige und unrichtige Angaben gemacht zu haben. Daraufhin trat er als Minister zurück.

## Familie
Pernille Skipper ist verheiratet mit dem Journalisten Oliver Routhe Skov. Gemeinsam haben sie ein Kind.